# Marián Čop
Marián Čop (* 28. října 1973, Prešov) je slovenský luterský duchovní, biskup Evangelické církve augsburského vyznání v České republice (ECAV).
Roku 2012 se stal superintendentem ECAV; v roce 2018 byl úřad superintendenta přejmenován na úřad biskupa. Působí zároveň jako sborový farář slovenského sboru ECAV v Praze.
V období 2017–2023 zastával funkci druhého místopředsedy Ekumenické rady církví v České republice. V listopadu 2024 byl zvolen generálním sekretářem Ekumenické rady církví v České republice, ve volbě byl jediným kandidátem.[zdroj?]